# Barry Commoner
Barry Commoner, né le 28 mai 1917 à Brooklyn et mort le 30 septembre 2012, est un biologiste américain. Il a notamment participé à l’élection présidentielle américaine en 1980 pour le Parti des citoyens (en).

## Formation et débuts
Il fait ses études jusqu'au bachelor à l'Université Columbia, puis obtient son master et son doctorat à Harvard. Au cours de la Seconde Guerre mondiale, il sert comme lieutenant au sein de l'US Navy. Après la guerre, il s'installe à Saint Louis dans le Missouri, où obtient un poste de professeur de physiologie des plantes à l'Université Washington, poste qu'il occupe pendant 34 ans.

## Travaux
À la fin des années 1950, à la suite de ses travaux sur la présence de strontium-90 radioactif dans les dents de lait des enfants, Commoner s'engage dans la lutte contre les essais nucléaires. Il est notamment à l'origine d'une pétition avec Linus Pauling. Il écrit également plusieurs livres sur les effets écologiques néfastes des essais nucléaires en surface. En 1970, il est lauréat de l'International Humanist Award (prix l'humaniste international) de l'International Humanist and Ethical Union (Union internationale humaniste et éthique).

## Engagement politique
En 1980, il fonde le Parti des citoyens (en) pour l'aider à véhiculer son message écologiste. Il est candidat à l’élection présidentielle américaine de 1980 sous la bannière de ce parti (sa colistière est La Donna Harris (en)), pour laquelle il obtient 234 294 suffrages soit 0,27 % des voix.

## Retour à la recherche
À la suite de cette candidature infructueuse, Commoner retourne à New York où il devient directeur du Centre de biologie et d'étude des systèmes naturels du Queens College. Il quitte ce poste en 2000 et est jusqu'à sa mort chercheur émérite au Queens College. 
Il est membre de l'AAAS American Association for the Advancement of Science.

### Livres de Commoner
- Science and Survival. New York : Viking, 1966. (Trad. fr. : Quelle terre laisserons-nous à nos enfants ?, Traduit de l’américain par Chantal de Richemont. Préface de C. Delamare Deboutteville. Paris, Seuil, 1969. 20 cm, 207 p. Collection : Science ouverte.)
- The Closing Circle: Nature, Man, and Technology. New York : Knopf, 1971. (Trad. fr. : L’encerclement : problèmes de survie en milieu terrestre, traduit de l’américain par Guy Durand. Paris, Seuil, 1972. 21 cm, 300 p. Collection : Science ouverte.)

Dans son livre « The Closing Circle » de 1971, Commoner a établi ses quatre lois de l'écologie, qui sont :
1. Chaque chose est connectée aux autres. Il y a une seule écosphère pour tous les organismes vivants et ce qui affecte l'un affecte tous les autres.
2. Chaque chose va quelque part. Il n'y a pas de déchets dans la nature, et il n'y a pas un ailleurs où l'on puisse jeter les choses.
3. La Nature sait. Le genre humain a développé la technologie pour améliorer la nature, mais un tel changement tend à être nocif pour le système.
4. Un repas gratuit, cela n'existe pas. Dans la nature, chaque côté de l'équation doit être en équilibre, pour chaque gain il y a un coût, et toutes les dettes seront payées.
- The Poverty of Power: Energy and the Economic Crisis. New York : Random House, 1976. (Trad. fr. : La pauvreté du pouvoir : l’énergie et la crise économique, traduit de l’américain par Jacqueline Bernard. Paris, PUF, 1980. 23 cm, 176 p. Collection: Économie en liberté.)
- The Politics of Energy. New York : Knopf, 1979.
- Making Peace with the Planet. New York : Pantheon, 1990.

### Livres et articles sur Commoner
- Aurélien Bernier, « Barry Commoner », dans Cédric Biagini, David Murray et Pierre Thiesset (coordination), Aux origines de la décroissance : Cinquante penseurs, L'Échappée - Le Pas de côté - Écosociété, 2017, 312 p. (ISBN 978-23730901-7-8), p. 74-79
- Jacques Grinevald, « Barry Commoner (1917-2012) », sur le site Le Sauvage
- Jacques Grinevald, « Commoner, Barry (1917-  ) », in Nicholas Georgescu-Roegen, La Décroissance : Entropie – Écologie –Économie, présentation et traduction de Jacques Grinevald et Ivo Rens, nouvelle édition, Paris, Sang de la terre, 1995, annexes, p. 210 (3e éd. revue et augmentée, 2006, p. 237-238)